# Бароне Берлінг'єрі
Бароне Берлінг'єрі (Barone Berlinghieri, невідомо —після 1282) — італійський художник, представник пізнього романського (візантійського) живопису.

## Життєпис
Походив з малярської родини Берлінг'єрі. Старший син маляра Берлінг'єро Берлінг'єрі, у якого навчався, а згодом працював у майстерні батька. Усе життя прожив у Луцці, після смерті батька очолив майстерню.Мав братів художників Бонавентура і Марко.
В архівних документах є свідчення, що Бароне у 1243 році написав ікону для архідиякона Лукки, у 1243–1256 роках розписав парафіяльну церкву в Казабасч'яне (біля Лукки), у 1282 році написав «Хрест», «Мадонну» і «Святого Андрія» для церкви Сан Андреа в Луцці. Жодна з робіт художника не збереглася. Подальша доля невідома.